# Дом Н. Н. Дурбаха
Дом Н. Н. Дурбаха — ростовский памятник градостроительства и архитектуры. Здание расположено на улице 28-я Линия в историческом районе Нахичевани. Построено в 1890-х годах. С 1998 года зданию присвоен статус объекта культурного наследия России регионального значения. Здание принадлежало семье выдающегося архитектора Николая Никитича Дурбаха, внёсшего значительный вклад в развитие архитектурного облика Нахичевани-на-Дону и Ростова-на-Дону. Среди его работ — жилые дома, общественные здания и храмы.
Здание выполнено в стиле эклектики с преобладанием классических элементов. Фасад характеризуется симметричной композицией и сдержанным декором. Оконные проемы прямоугольной формы обрамлены простыми наличниками, подчёркивающими строгость и элегантность постройки. Карниз украшен модульонами, придающими фасаду завершённый вид. Особое внимание привлекает центральный вход, оформленный сдержанно, но со вниманием к композиционным особенностям, что подчёркивает статус владельца и его профессиональную деятельность.